# Ulrich Hoefer
Ulrich Franz Christian Hoefer (* 4. Juli 1861 in Stuttgart; † 14. Januar 1932 in Saarbrücken) war ein deutscher Klassischer Philologe und Gymnasiallehrer.
Nach dem Besuch des Eberhard-Ludwigs-Gymnasiums Stuttgart studierte Hoefer, Sohn des Schriftstellers Edmund Hoefer, Klassische Philologie in Tübingen und Greifswald und wurde in Tübingen am 14. Dezember 1882 promoviert. 1885 legte er die Prüfung für das höhere Lehramt ab, war danach als Hilfslehrer und Vertretung an Gymnasien in Belgard, Anklam, Greifenberg, Stettin und Wesel tätig, bis er 1892 bis 1896 als Oberlehrer ans Gymnasium in Trarbach kam, von 1896 bis 1899 nach Wesel. Seit dem 1. März 1899 war er Oberlehrer am Gymnasium in Saarbrücken.
1890 publizierte er eine unter widrigen Umständen – nämlich häufig ohne Zugang zu Universitätsbibliotheken – seit 1883 entstandene Ausgabe und Studie zu dem Mythographen Konon. Dieses Werk widmete er seinem 1887 verstorbenen akademischen Lehrer Alfred von Gutschmid. Durch diese Studie als Experte auf dem Gebiet der Mythographie ausgewiesen, verfasste Hoefer ab 1892 an die 500 vor allem mythologische Artikel für Paulys Realencyclopädie der classischen Altertumswissenschaft (RE).

## Veröffentlichungen
- Konon. Text und Quellenuntersuchung. Verlag von Ludwig Bamberg, Greifswald 1890 (Digitalisat)
- De Cimmeriis, Beilage zum Jahresbericht des städtischen Gymnasiums zu Belgrad a. Pers., Belgard 1891
- Eine gemeinsame Quelle Strabons und des sog. Skymnos, Beilage zum Jahresbericht des Kgl. Gymnasiums in Saarbrücken, Saarbrücken 1901